# Jakub Teplý (fotbalista)
Jakub Teplý (* 29. září 1993) je český fotbalový útočník, který nastupuje za český druholigový klub 1. SC Znojmo.

## Klubová kariéra
S fotbalem začínal v MFK Frýdek-Místek, kde vydržel až do roku 2010. V tomto roce přestoupil do Sigmy Olomouc, ovšem už po roce se vrátil zpátky do Frýdku-Místku. V roce 2013 pomohl skvělými výkony a především 13 vstřelenými góly k postupu z MSFL do 2. ligy.

### FC Vysočina Jihlava
V létě 2013 zamířil nejprve na testy a posléze i na přestup do prvoligové Vysočiny Jihlava. Za áčko Jihlavy odehrál v podzimní části 7 ligových zápasů a vstřelil 1 branku (v zápase 6. kola na půdě Teplic), další 4 zápasy a 2 branky přidal v Poháru České pošty (obě branky dal v zápase 2. kola s FC Slovan Rosice) a 18 zápasů a 11 branek za juniorský tým. V zimě odešel hostovat do Ústí nad Labem.

### FK Ústí nad Labem (host.)
Na zimní přípravě na jarní část Gambrinus ligy 2013/14 nepřesvědčil trenéra Petra Radu o pokračování v "A" týmu a zamířil na půlroční hostování do druholigového týmu FK Ústí nad Labem. Dres ústecký Army oblékl v přátelských zápasech s FC Hradec Králové (v 65. minutě střídal Smolu), FK Admira Praha (celý zápas, vstřelil jediný gól Ústí) a FC Chomutov (v 65. minutě střídal Veverku) Soutěžní premiéru v dresu Ústí si odbyl hned v prvním jarním kole v Třince (0:1), když jej v 90. minutě v záloze střídal Michal Hanich. Ve druhém zápase, kdy Ústí porazilo Karvinou (3:1) odehrál pouze 46 minut, než jej vystřídal Tomáš Smola. Ani třetí zápas neodehrál celý – na Žižkově jej v 68. minutě vystřídal Michal Leibl. Postupně ovšem dostával stále méně prostoru. Za Ústí nakonec zasáhl do 12 zápasů, gólově se ovšem neprosadil.

### FC Vysočina Jihlava (návrat)
Po skončení sezony 2013/14 se vrátil do Jihlavy a trenér Petr Rada ho nechal zařazeného v "A" týmu. V letní přípravě nastoupil přátelských zápasech s FK AS Trenčín (odehrál poločas), FC Graffin Vlašim (v 61. minutě střídal Harbu) a také v generálce na ligu s HFK Třebíč (odehrál poločas). Gólově se ovšem neprosadil. Po faulu na něj se v závěru utkání s Vlašimí kopala penalta, kterou Arnold Šimonek proměnil a rozhodl tak o výhře Jihlavy 3:2.
Svojí účastí ve finálovém zápase s TJ Spartak Myjava (hrál v záloze) pomohl týmu k vítězství na Perleťovém poháru v Žirovnici.

### SK Viktorie Jirny (host.)
V kádru prvoligového áčka se neprosadil a odešel hostovat do třetí ligy, do celku SK Viktorie Jirny. V úvodním zápase proti FK Bohemians Praha (2:2, na penalty 5:4) nastoupil v základní sestavě, v 90. minutě ho nahradil Lukáš Havierník. Ve druhém zápase s TJ Slavia Louňovice (2:2, na penalty 4:3) odehrál všech 90 minut, gólově se prosadil až v penaltovém rozstřelu. Svoje gólově galapředstavení si nechal na následující zápas s Pískem (5:0), když k vítězství pomohl hned čtyřmi góly; v 89. minutě ho pak střídal Lukáš Havierník. V základní sestavě nastoupil i v duelu se Slavojem Vyšehrad (1:0), a ačkoliv se vytvořil řadu šancí, připsal si tentokrát pouze žlutou kartu, kterou obdržel v 69. minutě. V následujícím souboji s Chomutovem (2:0) se branky také nedočkal, v závěru ho pak vystřídal Patrik Šašek.
Za Jirny celkově odehrál 16 zápasů a nastřílel v nich 11 branek.

### FC MAS Táborsko (testy)
V zimě se z hostování vrátil do Jihlavy, odkud na začátku zimní přípravy zamířil na testy do druholigového Táborska. Táborsko začalo přípravu v Tipsport lize, kde si Teplý zahrál v zápasech s FK Baník Most 1909 (2:2, 2. poločas), FK Kolín (5:1; 2. poločas a v 62. minutě poslal Táborsko do vedení 2:1) a FK Dukla Praha (1:2; 2. poločas). Kromě toho odehrál i poločas zápasu s 1. FK Příbram (0:3). Na konci ledna 2015 pak do Táborska zamířil na hostování.

### FK Kolín (host.)
Ačkoliv před odletem na soustředění do Turecka vydalo vedení Vysočiny zprávu, že Teplý míří na hostování do Táborska, v půlce února tomu bylo jinak a Jakub Teplý odešel hostovat do Kolína. První zápas v dresu Kolína odehrál v rámci přípravy proti třetiligovému Převýšovu (0:2), gólově se neprosadil a v 70. minutě ho střídal Josef Eliáš. V dalším utkání s SK Viktorie Jirny (2:1) odehrál pouze poločas, poté ho nahradil Václavek. V rámci přípravy ještě zasáhl do zápasů s FC Graffin Vlašim (2:0; v 58. minutě střídal Petra Wojnara; hráno v rámci Cobra Cupu), FK Hořovicko (1:1; odehrál druhý poločas, když vystřídal Dominika Veselého, a v 76. minutě vstřelil svůj první gól v dresu Kolína) a v generálce na ligu s FK Slavoj Vyšehrad (2:1; o poločase střídal Jiří Bláha a v 87. minutě vstřelil vítěznou branku).
V ligové premiéře za Kolín, v zápase s MFK OKD Karviná (0:0), odehrál celý zápas, gólově se ovšem neprosadil. Obdobně si vedl i ve druhém zápase s FK Baník Sokolov (0:3), v 88. minutě ho navíc střídal Matěj Teslík. Gólu se, stejně jako další hráči Kolína, nedočkal ani v následujícím souboji s MFK Frýdek-Místek (0:3). První ligové branky a zároveň prvního ligového vítězství za Kolín se dočkal v pátém jarním kole, když ve 40. minutě vyrovnával v souboji s FK Baník Most 1909 (3:1) na 1:1. Další branku vstřelil v následujícím kole proti FK Ústí nad Labem (1:5), přičemž jím v 69. minutě snižoval na 1:4. Gólově se prosadil i v dalším kole proti FK Fotbal Třinec, když ve 2. minutě nastavení vyrovnával na konečných 1:1.
Celkově v dresu Kolína odehrál 14 ligových zápasů a vstřelil v nich 7 branek, sestupu celku do ČFL však nezabránil.

## Úspěchy
- MFK Frýdek-Místek
  - postup do 2. ligy (2012/13)